# Ray Milland
Ray Milland (rojen Alfred Reginald Jones; 3. januar 1907 – 10. marec 1986) je bil valižansko-ameriški igralec in filmski režiser. Pogosto se ga spominjamo po upodobitvi alkoholičnega pisatelja v filmu Billyja Wilderja Pokvarjeni izlet (1945), ki mu je prinesel nagrado filmskega festivala v Cannesu za najboljšega igralca, zlati globus za najboljšega igralca - drama in na koncu nagrado akademije (Oskarja za najboljšega igralca) - prvo tovrstno priznanje za katerega koli valižanskega igralca.
Preden je postal igralec, je Milland služil v konjenici britanske vojske in postal spreten strelec, jezdec in pilot letala. Vojsko je zapustil, da bi se posvetil igralski karieri in nastopil kot statist v več britanskih produkcijah, preden je dobil svojo prvo večjo vlogo v filmu Leteči Škot (1929). To je privedlo do devetmesečne pogodbe z MGM in selitve v Združene države Amerike, kjer je delal kot igralec. Po izteku pogodbe z MGM je Millanda prevzel Paramount, ki ga je uporabil v vrsti manj angleških vlog, običajno kot angleškega lika. Posodili so ga Universal za muzikal Deanna Durbin Three Smart Girls (1936), njegov uspeh pa je Millandu prinesel glavno vlogo v filmu Princesa iz džungle (prav tako 1936) skupaj z novo zvezdnico Dorothy Lamour. Film je bil precej uspešen in je oba dvignil med zvezdnike. Milland je ostal pri Paramountu skoraj 20 let.
Milland se je pojavil v številnih drugih opaznih filmih, vključno z Easy Living (1937), Beau Geste (1939), The Major and the Minor (1942) z Billyjem Wilderjem, kjer je igral ob boku pokvarjenega Johna Wayna v Reap the Wild Wind (1942), The Uninvited (1944), Ministrstvo strahu (1944) z Fritzom Langom, The Big Clock (1948) in The Thief (1952) – za katerega je bil nominiran za svoj drugi zlati globus. Med dvema izstopajočima filmoma v njegovi kasnejši karieri sta Hitchcockov Kliči M za umor (1954) in Ljubezenska zgodba (1970). Po odhodu iz Paramounta je začel režirati in se preusmeril v televizijsko igranje. Milland, nekoč najbolje plačani igralec Paramount Pictures, je igral ob boku mnogih najbolj priljubljenih igralk tistega časa, kot so bile Gene Tierney, Jean Arthur, Grace Kelly, Lana Turner, Marlene Dietrich, Maureen O'Hara, Ginger Rogers, Jane Wyman, Loretta Young in Veronica Lake.

## Osebno življenje
Milland je bil poročen z Muriel Frances Weber (31. december 1908 – 6. oktober 1992) od 30. septembra 1932 do svoje smrti 10. marca 1986. Imela sta enega biološkega sina in eno posvojeno hčer. Njun sin Daniel je v šestdesetih letih prejšnjega stoletja nastopil v več manjših igralskih vlogah in umrl zaradi domnevnega samomora marca 1981 v starosti 41 let. Milland je postal naturalizirani ameriški državljan v štiridesetih letih prejšnjega stoletja.